# Pico do Papagaio (Pernambuco)
O pico do Papagaio é o ponto culminante de uma montanha brasileira localizada no estado de Pernambuco, no Brasil, mais especificamente no município de Triunfo. Fontes turísticas indicam que está a 1.260 metros de altitude acima do nível do mar, sendo considerado o ponto mais alto de Pernambuco, embora nenhuma medição oficial indique o valor de 1.260 metros. A altitude que figura no anuário estatístico do IBGE e na carta topográfica do Banco de Dados Geográficos do Exército é de apenas 1.185 metros. Dados topográficos de radar, como o World Elevation do ESRI Topography, utilizado no Banco de Dados Geodésicos do IBGE, indica um valor de apenas 1.177 metros.
É acessível a 8 km do centro urbano de Triunfo, através de uma estrada municipal.
No pico há um mirante, onde foi colocada a estátua de um Careta, produzida por Nino Abraão. Junto ao mirante há um prédio de apoio ao turista.